# Ventarola

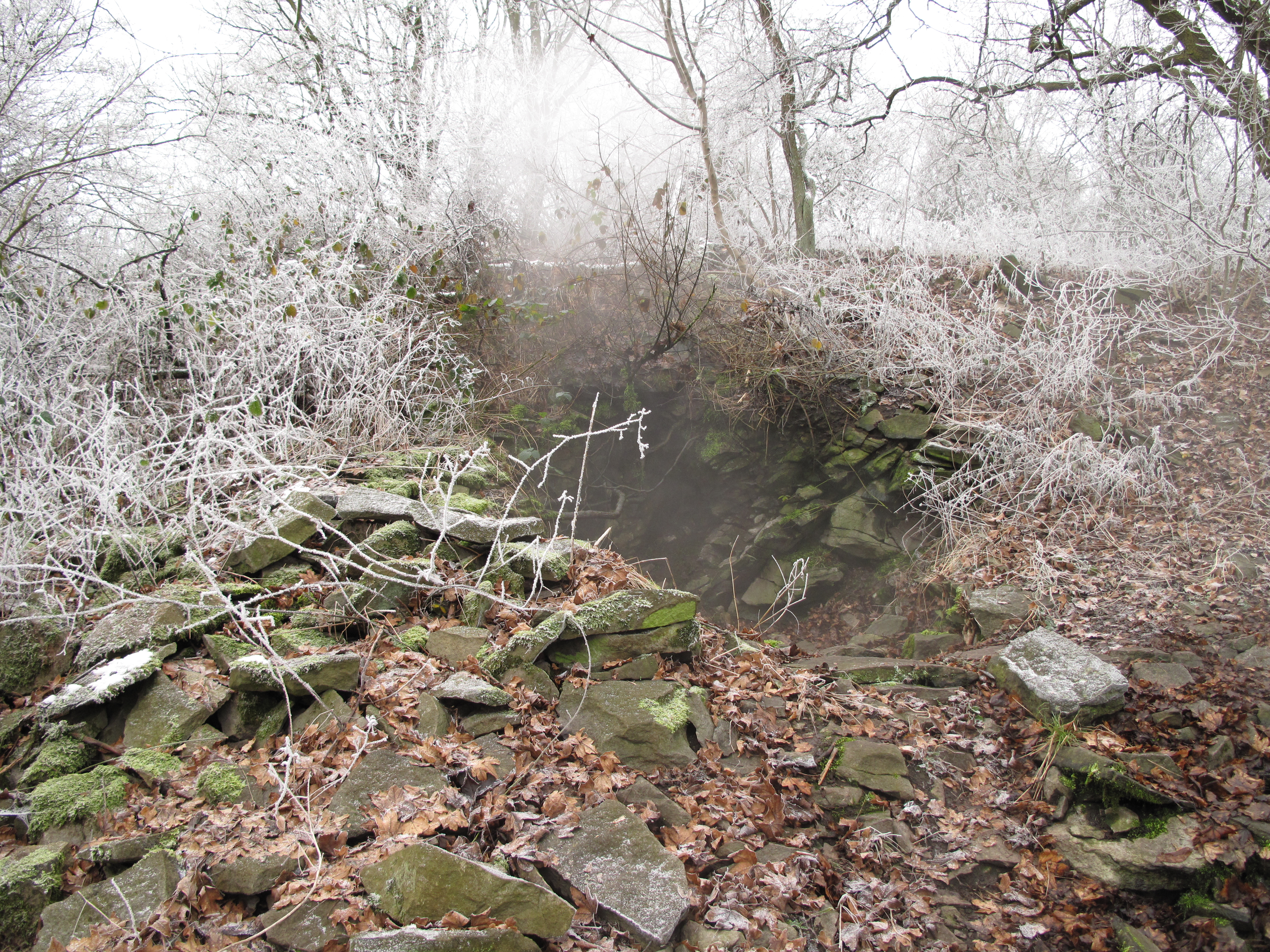
Ventarola na vrchu Boreč

Ventarola (z latinského ventus = vítr) je puklinový průduch, ze kterého vychází vzduch. Ten je teplejší, když je vnější teplota nižší než uvnitř, a naopak studenější, když je vnější teplota vyšší. Za mrazů může z otvoru vycházet pára.

## Charakteristika
Ventaroly se nejčastěji vyskytují v čedičových či znělcových masívech, kde se vytvořily rozsáhlé podzemní trhliny a rozsedliny nebo mohutné balvanové suti. Objevují se i ve vápencových terénech s jeskynními prostorami. Obvykle bývají malé velikosti (několik centimetrů až několik desítek centimetrů).
V letním období se v puklinách a v mezerách mezi balvany shromažďuje relativně teplý vzduch, který je pak v zimních měsících vytlačován těžším studených vzduchem a uniká vzhůru skalními otvory nebo ze suti jako teplý průvan. V mrazivém počasí se vytváří pára, na rozhraní vnitřního relativně teplého a venkovního chladnějšího vzduchu dochází ke kondenzaci (vzdušná vlhkost se sráží v drobné vodní kapénky).

## Výskyt v Česku
V Česku tento jev zkoumal na vrchu Boreč v Českém středohoří, kde se projevuje nejvýrazněji, profesor Jan Krejčí. V roce 1881 prohlásil za původ kouře (unikajících par) teplý vzduch – do té doby se soudilo, že jde o pozůstatek dávné sopečné činnosti nebo o podzemní jezero s teplou vodou. Že se jedná o mikroklimatický jev, jehož příčinou jsou rozsáhlé pukliny uvnitř vrchu, potvrdily experimenty ve 20. století.
V oblasti Českého středohoří se ventaroly vyskytují také např. na Ostrém a Liščím vrchu, na Varhošti, na Křížové hoře u Žitenic, na jihozápadním úpatí Plešivce u Litoměřic nebo u pramene pod Pannou. Na Moravě se ventaroly nacházejí v Javoříčském a v Jesenickém krasu.